# Janine Pommy Vega
Janine Pommy Vega (ur. 5 lutego 1942 – zm. 23 grudnia 2010) – amerykańska poetka, nauczycielka, aktywistka związana z ruchem Beat Generation.
Janine Pommy Vega była autorką osiemnastu książek wydawanych od 1968 r. Poetka prezentowała twórczość w języku angielskim i hiszpańskim na międzynarodowych festiwalach poetyckich, uniwersytetach w: kawiarniach, klubach nocnych, muzeach, więzieniach, obozach dla migrantów w Ameryce Południowej, Północnej i w Europie. Od lat 90. XX w. brała udział w programach kreatywnego pisania w szkołach publicznych (od podstawówki po liceum); uczyła również w więzieniach, gdzie prowadziła kurs poetyki Bard Prison Initiative. Była dyrektorką Incisions/Arts, organizacji pisarzy pracujących z osobami uwięzionymi.